# 중국의 경교

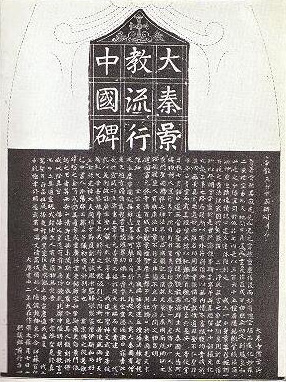
781년 창안에 건립된 대진경교유행중국비.

경교(景教)는 역사적으로 두 가지 기간 동안 중국에 존재했다. 첫 번째는 당 왕조의 7세기부터 10세기까지로, 당시에는 징자오(중국어: 景教, 정교), 이후 13세기와 14세기 원 왕조 동안에는 천주교 및 마니교와 같은 다른 외국 종교와 함께 예리커원자오(중국어:也里可溫教, 야리가온교, 병음: Yělēkěwēn jiào)로 호칭됐다.
수세기에 걸친 중단 끝에 2010년 중국에서 최초의 아시리아 동방교회의 신성한 전례가 거행되었다.

## 같이 보기
- 대진경교유행중국비
- 경교경전
- 케레이트